# Felsőderna község
Felsőderna község (románul: Comuna Derna) község Bihar megyében, Romániában. Központja Felsőderna, beosztott falvai Alsóderna, Sástelek, Terje, Újsástelek.

## Népessége
A 2011-es népszámlálás adatai alapján a község népessége 2616 fő volt.